# Eiphosoma nullum
Eiphosoma nullum är en stekelart som beskrevs av Morley 1913. Eiphosoma nullum ingår i släktet Eiphosoma och familjen brokparasitsteklar. Inga underarter finns listade i Catalogue of Life.